# Rectoepistominoides
Rectoepistominoides es un género de foraminífero bentónico de la subfamilia Epistomininae, de la familia Epistominidae, de la superfamilia Ceratobuliminoidea, del suborden Robertinina y del orden Robertinida. Su especie tipo es Rectoepistominoides scientis. Su rango cronoestratigráfico abarca el Oxfordiense (Jurásico superior).

## Clasificación
Rectoepistominoides incluye a las siguientes especies:
- Rectoepistominoides festatus †
- Rectoepistominoides fimbriatus †
- Rectoepistominoides scientis †